# Internationale Thüringen-Rundfahrt der Frauen 2009
Die 22. Internationale Thüringen-Rundfahrt der Frauen fand vom 21. bis 26. Juli 2009 im Osten Thüringens statt. Sechs Etappen führten in Rundkursen um die Städte Altenburg, Gera, Schleiz, Triebes, Schmölln und Greiz.
Gesamtsiegerin wurde die Dänin Linda Villumsen vor der Niederländerin Marianne Vos und der Schwedin Susanne Ljungskog.

## Teilnehmerinnen
Bei der Thüringen-Rundfahrt 2009 gingen 90 Fahrerinnen für 16 Teams – darunter 14 Sponsorenteams und zwei Nationalmannschaften – an den Start.
| Sponsorenteams - Equipe Nürnberger Versicherung - Team Columbia Highroad Women - Vision 1 Racing - Gauss RDZ Ormu-Colnago - Selle Italia Ghezzi - Team CMAX-DILA - Safi-Pasta Zara Titanedi - Cervélo Test Team - DSB Bank – Nederland Bloeit - Red Sun Cycling Team - Team Flexpoint - Team Uniqa-ELK - Bigla Cycling Team - MTN Energade Cycling Team | Nationalmannschaften - Deutschland (BDR) - Niederlande |

## Etappenübersicht
| Etappen   | Typ | Tag           | Strecke           | km    | Etappensiegerin   | Zeit (h) | Schnitt (km/h) | Gelbes Trikot   |
| --------- | --- | ------------- | ----------------- | ----- | ----------------- | -------- | -------------- | --------------- |
| 1. Etappe |     | Di., 21. Juli | Rund um Altenburg | 078,0 | Marianne Vos      | 1:59:34  | 39,141         | Marianne Vos    |
| 2. Etappe |     | Mi., 22. Juli | Rund um Gera      | 129,9 | Charlotte Becker  | 3:28:54  | 37,309         | Luisa Tamanini  |
| 3. Etappe |     | Do., 23. Juli | Rund um Schleiz   | 125,2 | Linda Villumsen   | 3:34:43  | 34,985         | Linda Villumsen |
| 4. Etappe | EZF | Fr., 24. Juli | Rund um Triebes   | 023,1 | Christiane Soeder | 0:34:10  | 40,548         | Linda Villumsen |
| 5. Etappe |     | Sa., 25. Juli | Rund um Schmölln  | 114,5 | Emma Johansson    | 3:09:17  | 36,249         | Linda Villumsen |
| 6. Etappe |     | So., 26. Juli | Rund um Greiz     | 116,0 | Fabiana Luperini  | 3:23:59  | 34,120         | Linda Villumsen |